# Ulica Barokowa w Warszawie
Ulica Barokowa – jedna z ulic warszawskiego Nowego Miasta, biegnąca od ul. Długiej do Ogrodu Krasińskich.

## Historia
Ulica została wytyczona około roku 1937 jako uliczka wiodąca do Ogrodu Krasińskich i będąca w dużej mierze jego aleją. Początek Barokowej, tuż przy ulicy Długiej, wyznaczyła kamienica Antoniego Lasockiego, wybudowana w roku 1780, znana też pod nazwą Na Lasockiem (ul. Długa 28). Poza ową kamienicą, do wybuchu wojny przy ulicy Barokowej 7 powstały jedynie gmach Miejskich Szkół Powszechnych wzniesiony w roku 1938 według projektu Karola Jankowskiego i Romualda Gutta, oraz wybudowane rok później przedszkole pod nr. 4 w budynku autorstwa Jana Łukasika, który wybudował też podobny obiekt przy ul. Wybrzeże Gdańskie.
W czasie okupacji Niemcy zaadaptowali gmach szkół na szpital Wehrmachtu ("Reserve Lazarett IV"). W czasie powstania warszawskiego, już pierwszego dnia walk, szpital stał się celem ataku oddziałów polskich. Natarcie zostało odparte przez Niemców, którzy w nocy z 1 na 2 sierpnia wycofali się do pałacu Krasińskich. 
W dniu 6 sierpnia z fabryki mebli Kamlera przy ul. Dzielnej 72 na Woli do gmachu szkoły przy ulicy Barokowej 7 przeniosła się Komenda Główna AK. Z powodu silnego ostrzału i bombardowań oraz rosnącej aktywności oddziałów nieprzyjaciela w rejonie Ogrodu Krasińskich, 13 sierpnia Komenda przeniosła się z Barokowej do pałacu Raczyńskich. 1 września ulica została opanowana przez Niemców.
Cała zabudowa ulicy została zniszczona w roku 1944, zaś kamienicę Na Lasockiem odbudowano z wprowadzeniem licznych zmian.